# Clan Honma
Le clan Honma (本間氏) est un clan japonais qui a gouverné la province de Sado du XIIe au XVIe siècle. C'est Yoshihisa Honma qui, en 1185, fut nommé shugodai de Sado. Le clan se divisa ensuite en deux branches : Hamochi-Honma et Kawaharada-Honma. Le clan perdit le pouvoir en 1589 lorsque Uesugi Kagekatsu décida d'envahir Sado.